# Jusnaturalismo teológico
O jusnaturalismo teológico (ou também jusnaturalismo medieval) é a teoria e escola jusfilosófica dominante durante a era medieval.  Fundada por Tomás de Aquino, nos tempos de ouro da escolástica, buscava o conceito de justiça usando por método um racionalismo teológico , ecleticamente influenciado tanto pelo pensamento aristotélico tradicional quanto pela teologia cristã. 
Como qualquer teoria jusnaturalista, é preciso postular sobre a natureza humana para daí definir, dedutivamente, o Direito. Tomás de Aquino postula que a natureza humana é essencialmente boa.
«Disse também Deus: Façamos o homem à nossa imagem, conforme a nossa semelhança.» (Gênesis 1:26)
Em concordância com a teologia cristã, a natureza humana nada mais é que a imanência da natureza divina na materialidade do homem mortal. Desprende-se disso que o homem é inerentemente bom, pela sua imanência divina do Gênesis, e é guiado para o justo e conveniente.
Embora não esteja diretamente definido em sua obra, por via do mesmo racionalismo teológico utilizado, pode-se inferir que as más atitudes humanas sejam a fraqueza do seu bem inerente, influenciado pela força contrária do bem, pelo pecado.
Tomás de Aquino, tendo postulado a natureza humana, dedutivamente formula os princípios morais eternos, imutáveis do Direito Natural. Na concepção jusfilosófica medieval, tais princípios estariam materializados no ser humano em sua natureza, portanto estando em qualquer ser humano, civilizado ou não, ocidental ou não, cristão ou não.
Tais princípios são:
1. "O homem deve conservar-se." - deveres do homem para consigo mesmo.
2. "O homem deve unir-se com a mulher, procriar, educar seus filhos." - deveres do homem para com a família e com o grupo social no qual convive.
3. "O homem deve procurar a verdade." dever do homem de respeitar sua racionalidade, isto é, de buscar o conhecimento da realidade.
4. "o homem deve praticar a justiça, dando a cada um o que é seu", "o homem não deve lesar o próximo." - deveres do homem com a sociedade.

Sendo uma teoria jusnaturalista, afirma que tais princípios morais são os imutáveis e eternos do Direito Natural. Logo, o Direito positivo, legislado, deve buscar derivar de tais princípios. Caso não siga, será considerado injusto, pois não condiz com a natureza humana. Tomás de Aquino propõe duas modalidades de derivação da lei humana a partir da lei natural: a dedução e a conclusão. O tema é analisado por John Finnis, tomista contemporâneo, em sua obra Lei Natural e Direitos Naturais.
Com a utilização do método dedutivo-racional a partir de postulados, a teoria jusfilosófica medieval começou a guiar a ciência do direito para seus moldes científicos.